# Solanum peruvianum
Solanum peruvianum är en potatisväxtart som beskrevs av Carl von Linné. Solanum peruvianum ingår i släktet skattor som ingår i familjen potatisväxter. Inga underarter finns listade i Catalogue of Life.